# 12e cérémonie des San Francisco Film Critics Circle Awards
La 12e cérémonie des San Francisco Film Critics Circle Awards (SFFCC Awards), décernés par la San Francisco Film Critics Circle, a eu lieu le 13 décembre 2013, et a récompensé les films réalisés dans l'année,,.

## Palmarès

### Meilleur film
- Twelve Years a Slave
  - American Bluff (American Hustle)
  - Gravity
  - Le Loup de Wall Street (The Wolf of Wall Street)
  - Nebraska

### Meilleur réalisateur
- Alfonso Cuaron pour Gravity
  - Spike Jonze pour Her
  - Steve McQueen pour Twelve Years a Slave
  - David O. Russell pour American Bluff (American Hustle)
  - Martin Scorsese pour Le Loup de Wall Street (The Wolf of Wall Street)

### Meilleur acteur
- Chiwetel Ejiofor pour le rôle de Solomon Northup dans Twelve Years a Slave
  - Bruce Dern pour le rôle de Woody Grant dans Nebraska
  - Leonardo DiCaprio pour le rôle de Jordan Belfort dans Le Loup de Wall Street (The Wolf of Wall Street)
  - Matthew McConaughey pour le rôle de Ron Woodroof dans Dallas Buyers Club
  - Robert Redford pour le rôle du marin dans All Is Lost

### Meilleure actrice
- Cate Blanchett pour le rôle de Jasmine dans Blue Jasmine
  - Sandra Bullock pour le rôle du Dr Ryan Stone dans Gravity
  - Judi Dench pour le rôle de Philomena Lee dans Philomena
  - Adèle Exarchopoulos pour le rôle d'Adèle dans La Vie d'Adèle
  - Brie Larson pour le rôle de Grace dans States of Grace (Short Term 12)
  - Meryl Streep pour le rôle de Violet Weston dans Un été à Osage County (August: Osage County)

### Meilleur acteur dans un second rôle
- James Franco pour le rôle d'« Alien » dans Spring Breakers
  - Barkhad Abdi pour le rôle d'Abduwali Muse dans Capitaine Phillips (Captain Phillips)
  - Michael Fassbender pour le rôle d'Edwin Epps dans Twelve Years a Slave
  - Harrison Ford pour le rôle de Branch Rickey dans 42
  - Jared Leto pour le rôle de Rayon dans Dallas Buyers Club

### Meilleure actrice dans un second rôle
- Jennifer Lawrence pour le rôle de Rosalyn Rosenfeld dans American Bluff (American Hustle)
  - Lupita Nyong'o pour le rôle de Patsey dans Twelve Years a Slave
  - Léa Seydoux pour le rôle d'Emma dans La Vie d'Adèle
  - Octavia Spencer pour le rôle de Wanda dans Fruitvale Station
  - June Squibb pour le rôle de Kate Grant dans Nebraska

### Meilleur scénario original
- American Bluff (American Hustle) – Eric Warren Singer et David O. Russell
  - Gravity – Alfonso et Jonas Cuaron
  - Her – Spike Jonze
  - Inside Llewyn Davis – Joel et Ethan Coen
  - Nebraska – Bob Nelson

### Meilleur scénario adapté
- Twelve Years a Slave – John Ridley
  - Before Midnight – Richard Linklater, Ethan Hawke et Julie Delpy
  - Le Loup de Wall Street (The Wolf of Wall Street) – Terence Winter
  - Philomena –  Steve Coogan et Jeff Pope
  - The Spectacular Now – Scott Neustadter et Michael H. Weber

### Meilleurs décors
- Gravity – Andy Nicholson
  - American Bluff (American Hustle) – Judy Becker (en)
  - Her – K.K. Barrett
  - Inside Llewyn Davis – Jess Gonchor (en)
  - Twelve Years a Slave – Adam Stockhausen

### Meilleure photographie
- Gravity – Emmanuel Lubezki
  - Her – Hoyte Van Hoytema
  - Inside Llewyn Davis – Bruno Delbonnel
  - Nebraska – Phedon Papamichael
  - Twelve Years a Slave – Sean Bobbitt

### Meilleur montage
- Gravity – Alfonso Cuaron et Mark Sanger
  - All Is Lost – Pete Beaudreau
  - American Bluff (American Hustle) – Alan Baumgarten (en), Jay Cassidy et  Crispin Struthers
  - Capitaine Phillips (Captain Phillips) – Christopher Rouse
  - Le Loup de Wall Street (The Wolf of Wall Street) – Thelma Schoonmaker
  - Twelve Years a Slave – Joe Walker

### Meilleur film en langue étrangère
- La Vie d'Adèle  France  Belgique  Espagne
  - La Chasse (Jagten)  Danemark
  - Hijacking (Kapringen)  Danemark
  - Le Passé  France
  - Wadjda (وجدة)  Allemagne  Arabie saoudite

### Meilleur film d'animation
- La Reine des neiges (Frozen)
  - Les Croods (The Croods)
  - Moi, moche et méchant 2 (Despicable Me 2)
  - Monstres Academy (Monsters University)
  - Le vent se lève (風立ちぬ, Kaze tachinu)

### Meilleur film documentaire
- The Act of Killing (Jagal)
  - The Armstrong Lie
  - Blackfish
  - Stories We Tell
  - Twenty Feet from Stardom

### Marlon Riggs Award
(for courage & vision in the Bay Area film community)
- Ryan Coogler « pour avoir mis un visage sur la victime de meurtre Oscar Grant dans Fruitvale Station[4] »
- Christopher Statton « ancien directeur du Roxie Theater pour l'avoir remis sur pied et transformé en une entreprise à but non lucratif[5] »

### Special Citation
- - Computer Chess d'Andrew Bujalski